# Robert Hepburn
Robert Hepburn (Bearford (Haddingtonshire), 1690 of 1691 - Edinburgh (?), 1712) was een Schots schrijver en jurist.
Omdat veel van hem verwacht werd, werd hij naar Holland gestuurd om burgerlijk recht te studeren. Hij kwam in 1711 terug om zijn beroep als jurist in Schotland uit te voeren. Na zijn terugkomst startte hij het tijdschrift The Tatler, by Donals MacStaff of the North, in navolging van Richard Steeles The Tatler. Hepburn miste echter de genialiteit van Steele en zijn werk werd te satirisch en te persoonlijk gevonden, waardoor er maar dertig nummers van zijn tijdschrift zijn uitgegeven. In 1712 werd hij toegelaten tot de Faculty of Advocates in Edinburgh, maar hij stierf nog hetzelfde jaar. Drie werken, die na Hepburns dood zijn uitgegeven, getuigen van zijn kennis van zaken en literaire kwaliteiten.
- Library of Congress Control Number: nr92008490
- Virtual International Authority File: 306131108
- WorldCat: E39PBJwRTD98JfM8bqqVvJyWXd